# Gostominka
Gostominka – struga, prawobrzeżny dopływ Uklei o długości 4,15 km i powierzchni zlewni 8,65 km².
Struga płynie w woj. zachodniopomorskim, w gminie Radowo Małe. Jej źródła znajdują się w stawie przy osadzie Gildnica, skąd biegnie w kierunku północno-zachodnim i północnym w okolicy wsi Gostomin. Uchodzi do Uklei na południowy zachód od wsi Mołdawin.